# Prunus maximowiczii
Prunus maximowiczii es un pequeño árbol de alrededor de 7,5 m de altura que se puede encontrar salvaje en el noreste de Asia y Eurasia.

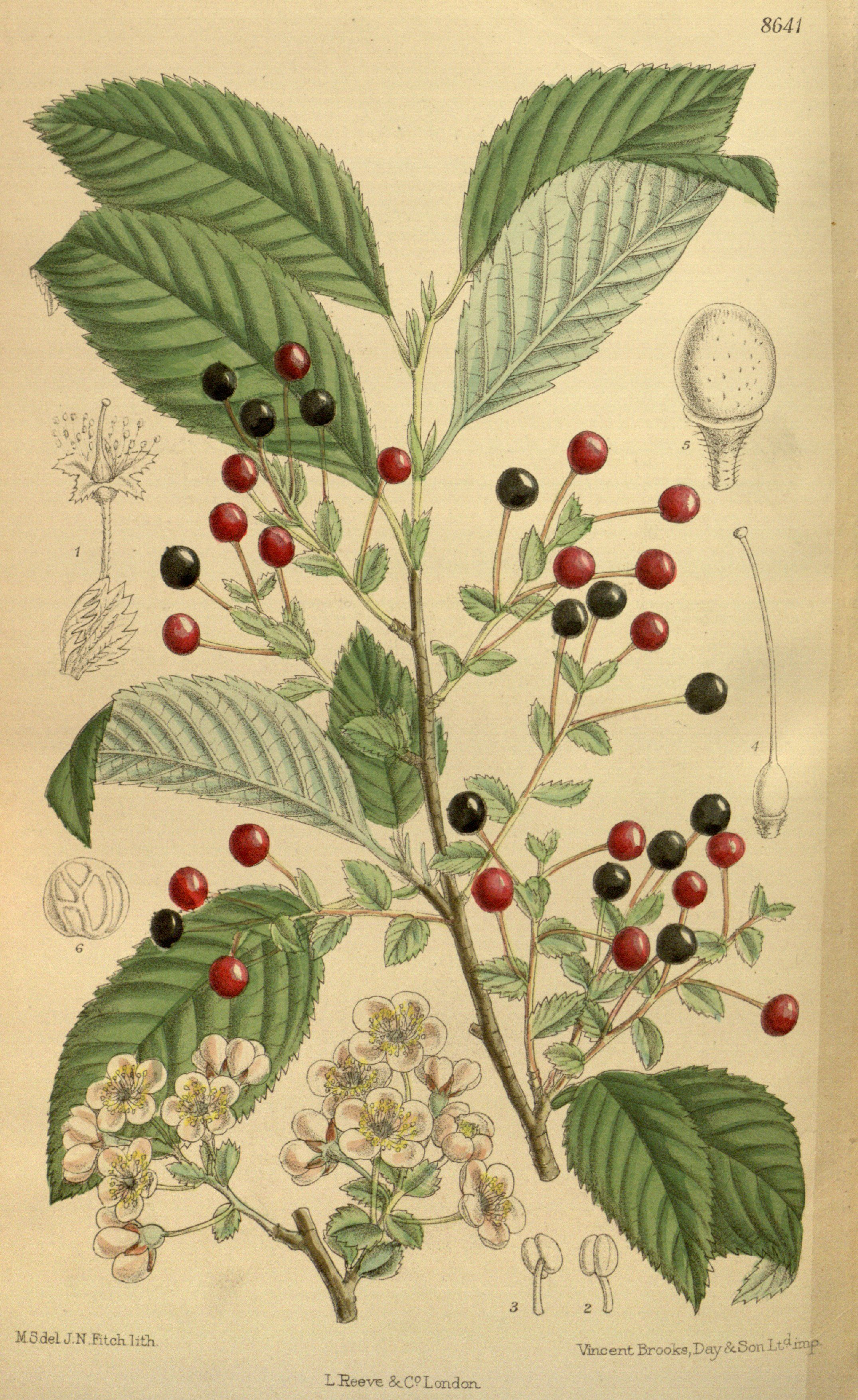
Ilustración.

## Descripción
P. maximowiczii  tiene flores blancas que son polinizadas por insectos, son hermafroditas y florece en mayo. Los frutos son comestibles (cerezas) que miden unos 5 mm de diámetro y que contienen una gran semilla cada una. Maduran en agosto.

## Usos
P. maximowiczii es útil de muchas maneras; aparte de comer el fruto, las flores se pueden utilizar como un condimento, conservado en salmuera.
La madera de P. maximowiczii es muy dura, pesada, y grano cerrado, por lo que es excelente para la talla y la fabricación de muebles.
Los colorantes producidos a partir de las hojas de P. maximowiczii son verdes; y los de la fruta, de un color gris oscuro a verde.
Químicamente, la amigdalina y la prunasina, son derivados de los cuales se produce ácido prúsico, así como genisteína que pueden ser extraídos de P. maximowiczii.

## Taxonomía
Prunus maximowiczii fue descrita por Franz Josef Ruprecht y publicado en Bulletin de la Classe Physico-Mathématique de l'Académie Impériale des Sciences de Saint-Pétersbourg 15: 131. 1856.
Etimología
Prunus: nombre genérico que proviene de un antiguo nombre griego (προύνη), y luego latino (prūnus, i) del ciruelo. Ya empleado por, entre otros, Virgilio (Geórgicas, 2, 34) y Plinio el Viejo (Historia naturalis,13, XIX, 64)
maximowiczii: epíteto otorgado en honor del botánico Carl Johann Maximowicz.
Sinonimia
- Cerasus maximoviczii (Rupr.) Kovalev
- Cerasus maximowiczii (Rupr.) Kom. & Aliss.
- Padellus maximowiczii (Rupr.) Eremin & Yushev	Unreso
- Padus maximowiczii (Rupr.) S.Ya.Sokolov[8]